# Эллин, Стэнли
Стэнли Эллин (полное имя Стэнли Бернард Эллин, англ. Stanley Bernard Ellin; 6 октября 1916, Бруклин, Нью-Йорк, США — 31 июля 1986, Бруклин) — американский писатель детективного жанра, трижды лауреат премии Эдгара Аллана По. Первая премия была вручена ему в 1955 году в категории «Лучший краткий рассказ» за «Фирменное блюдо» («Speciality of the House»), следующая — в той же категории за «Метод Блессингтона» («The Blessington Method») в 1957 году, третью премию он получил в 1959 году в категории «Лучший роман» за «Восьмой круг» («The Eighth Circle»).

## Биография
Родился в Бруклине и был единственным ребёнком в семье Луиса и Роуз Мандел Эллинов. С раннего детства любил читать, его привлекали книги Марка Твена, Редьярда Киплинга, Роберта Льюиса Стивенсона, Ги де Мопассана и Эдгара Аллана По, оставившие отпечаток на дальнейшей литературной деятельности. Окончил Бруклинский колледж, получив степень бакалавра искусств в 1936 году в возрасте 19 лет.
После короткого пребывания в армии, по настоянию супруги, стал писать. Хотя его романы довольно известны, прославился он больше своими рассказами. В мае 1948 года его первый рассказ «Фирменное блюдо» опубликован в статусном журнале Ellery Queen's Mystery Magazine.
Несколько эпизодов сериала «Альфред Хичкок представляет» (27-й «Help Wanted» и 29-й «The Orderly World of Mr. Appleby» 1-го сезона; 109-й «The Festive Season» 3-го сезона; 161-й «The Blessington Method», 165-й «Specialty of the House» и 173-й «The Day of the Bullet» 5-го сезона; 236-й «You Can't Be a Little Girl All Your Life» и 246-й «The Faith of Aaron Menefee» по сценарию Рэя Брэдбери 7-го сезона) были созданы по мотивам рассказов Эллина, а его романы «The Key to Nicholas Street», «House of Cards», «The Bind»  были адаптированы к художественным фильмам «На двойной поворот ключа» (1959), «Карточный домик»  (1968), «Солнечный ожог» (1979) соответственно. Эллин был соавтором сценария фильма 1951 года «Долгая ночь», снятого на основе его романа «Dreadful Summit: A Novel of Suspense», хотя в число сценаристов он был включен только в 2000 году.
В 1981 году Эллин отмечен наградой «Грандмастер» Общества писателей детективного жанра Америки, давним членом и прошлым президентом которого он являлся.
Он женился на Жанне Майкл, внештатном редакторе и бывшей однокласснице, в 1937 году. У них была одна дочь Сью Эллин (миссис Уильям Якобсен) и внучка Таэ Эллин. Помимо некоторых поездок за границу и непродолжительного времени, проведенного в Майами-Бич, штат Флорида, прожил всю свою жизнь в Бруклине. Он и его супруга стали квакерами в конце 1960-х годов.
Эллин скончался от сердечного приступа в Бруклине в 1986 году.
Лоренс Блок написал о нем: «Эллин последовательно писал лучшие детективные рассказы своего времени».
Автор детективов Эдвард Д. Хох писал: «Карьера Стэнли Эллина была благословлена первым его рассказом, который все помнят, и многие считают лучшим из трех десятков или около того коротких рассказов, которые он написал за 35 лет. Но, по правде говоря, даже без этого «Фирменного блюда» Эллин был бы одним из современных мастеров жанра, с репутацией, крепко основанной на романах и некоторых наиболее образных рассказах в области загадочности и напряжения». Он сравнил рассказ Эллина «Исполнитель» с «Союзом рыжих» Конан Дойла.
Ричард Кинан написал в 1988 году: «Несомненно, мастер выстраивания сюжета как в рассказах, так и в романах, Стэнли Эллин более ценен за блестящее воображение в своих историях. Но именно в романах Эллин наследует не только Дэшилу Хэммету, Рэймонду Чандлеру, Агате Кристи и Артуру Конан Дойлу, но и Федору Достоевскому и Уильяму Фолкнеру, описывающих тему преступления и наказания» .
Известный американский критик и рецензент Арт Тейлор написал: «Что принесло Эллину такую прочную славу в пантеоне писателей-новелистов, так это, безусловно, точность его сюжетов: точность часового механизма, благодаря которой каждый элемент данной истории тонко, без особых усилий, неумолимо способствует некоторому разрушению сюжетного поворота или созданию четкого конечного образа. Размышляя во введении к сборнику о писателях-новелистах, которые повлияли на него, Эллин описал, как Ги де Мопассан сводил 'истории к их абсолютной сущности' и то, как его финалы, хотя и непредсказуемы, 'в конечном счете казались' столь же неизбежны, как обреченность качества, что Эллин подражал и совершенствовал в своей работе».
Его произведения переведены на 22 языка, а в некоторых странах, включая Францию, он долгое время был главной литературной фигурой.

## Романы
- 1948 — Dreadful Summit: A Novel of Suspense (aka The Big Night)
- 1952 — The Key to Nicholas Street
- 1958 — The Eighth Circle (Восьмой круг) (победитель в номинации «Лучший роман» премии Эдгара Аллана По, 1959)
- 1960 — The Winter after This Summer
- 1962 — The Panama Portrait
- 1967 — House of Cards
- 1968 — The Valentine Estate (Случай для психиатра)
- 1970 — The Bind (aka The Man from Nowhere)
- 1972 — Mirror, Mirror on the Wall (Свет мой, зеркальце, скажи; роман выиграл французскую награду по детективной литературе "Главный приз за детективную литературу" / Grand Prix de Littérature Policière в 1974 году и был внесён Генри Китингом в его список «100 лучших детективов»)
- 1974 — Stronghold
- 1977 — The Luxembourg Run
- 1979 — Star Light, Star Bright
- 1983 — The Dark Fantastic
- 1985 — Very Old Money

## Сборники рассказов
- 1956 — Mystery Stories (New York: Simon & Schuster).
- 1964 — The Blessington Method and Other Strange Tales (New York: Random House)
- 1975 — Kindly Dig Your Grave and Other Wicked Stories (New York: Davis Publications)
- 1979 — The Specialty of the House and Other Stories: The Complete Mystery Tales, 1948—1978 (New York: Mysterious Press)

## Отдельные рассказы[7]
- 1956 — The Blessington Method, (Метод Блессингтона) (EQMM)
- 1959 — The Day of the Bullet (День пули) (EQMM)

## Кинофильмы
Адаптированы по его романам и рассказам:
- Долгая ночь (The Big Night), 1951
- Двойной поворот ключа (Web of Passion), 1959
- Карточный домик (House of Cards), 1968
- Солнечный ожог (Sunburn), 1979
- A Prayer in the Dark, 1997